# Medalen

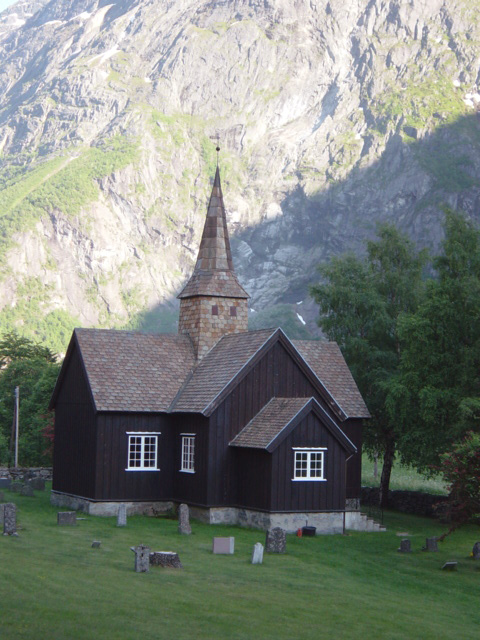
„Kors kirke“

Medalen ist eine Streusiedlung im Romsdal im norwegischen Fylke Møre og Romsdal. Die Siedlung hat etwa 100 Einwohner und umfasst die Bauernhöfe und Weiler Lyngheim, Horgheim, Myrabø, Marstein, Alnes, Alnestrøen, Monge, Remmem, Skiri und Flatmark.
Ein wichtiger Wirtschaftszweig ist die Landwirtschaft.

## Lage
Medalen befindet sich ungefähr in der Mitte des Romsdalen, etwa ein Meile (rund elf Kilometer) südöstlich von Åndalsnes und grenzt im Nordwesten an Nerdalen und im Südosten an Øverdalen. Es ist von steilen Bergen umgeben und Ausgangspunkt für Touren in die Trolltindene und Kalskråtinden.

## Sehenswürdigkeiten
Die denkmalgeschützte Kreuz-Kirche (norwegisch „Kors kirke“) befindet sich direkt auf dem Bauernhof Monge.

## Verkehr
Der Ort kann durch die Europastraße 136 erreicht werden. Medalen hatte in Marstein vom 30. November 1924 bis 1. Januar 1964 einen Bahnhof an der Raumabane, der als Haltepunkt weiter bis 27. Mai 1990 bestand. Er dient seither als Kreuzungsbahnhof ohne Personenverkehr.